# Diana Ordóñez
Diana Rosario Ordóñez Torres (Riverside, California, Estados Unidos, 26 de septiembre de 2001) es una futbolista mexicana. Su equipo actual es Tigres Femenil y juega para la Selección Mexicana Femenil

## Trayectoria

### North Carolina Courage
Ordóñez fue nombrada ACC Offensive Player of the Year en 2021, convirtiéndose en la primera Cavalier en ganar el honor desde la temporada 2016, y también obtuvo los honores del primer equipo All-America, All-Region y All-ACC. Ocupó el sexto lugar general del Draft de la NWSL de 2022 por el North Carolina Courage.
Debutó con el Courage el 19 de marzo de 2022 en un partido contra NJ/NY Gotham FC, ingresando al partido como suplente en la segunda mitad. Anotó su primer gol el 4 de mayo de 2022.
El 6 de agosto empató el récord de goles para una novata (siete anotaciones) de Ashley Hatch.
Tigres Femenil
En mayo de 2025 se anuncia que jugará en la Liga MX Femenil para el Club Tigres Femenil.

## Selección nacional

### Estados Unidos
Previamente participó en el Campeonato Femenino Sub-17 de la Concacaf de 2018 anotando 1 gol y finalmente se coronó campeona del torneo con Estados Unidos.

### México
Fue convocada para representar a la selección femenina de fútbol de México para los partidos de las Campeonato Femenino de la Concacaf de 2022 contra Anguila y contra Puerto Rico.
 Debutó con México el día sábado 9 de abril de 2022 en la victoria 0-11 de El Tri sobre Anguila, encuentro en el que anotó el séptimo y noveno.

## Estadísticas

### Clubes
| Club                   | País           | Año         |
| ---------------------- | -------------- | ----------- |
| North Carolina Courage | Estados Unidos | 2022        |
| Houston Dash           | Estados Unidos | 2023 - 2025 |

## Palmarés

### Títulos internacionales
| Título               | Equipo              | Sede  | Año  |
| -------------------- | ------------------- | ----- | ---- |
| Juegos Panamericanos | Selección de México | Chile | 2023 |

## Vida personal
Ordóñez, de padre ecuatoriano y madre nativa de California (con ascendencia mexicana), nació en Riverside a unas 55 millas al este de Los Ángeles. Su familia se mudó a Prosper, Texas cuando tenía 5 años.